# Campanário (Minas Gerais)
Campanário é um município brasileiro no estado de Minas Gerais, Região Sudeste do país. Localiza-se no Vale do Rio Doce e ocupa uma área de 442,398 km². Sua população foi estimada em 3 739 habitantes em 2021.

## História
O município de Campanário, até então um distrito de Itambacuri, foi criado em 30 de dezembro de 1962 pela lei estadual nº 2764 e instalado no dia 1 de março do ano seguinte. Em 1992, Jampruca e São Sebastião do Barreiro foram desmembrados para constituir o município de Jampruca.

## Geografia

### Clima
Segundo dados da Companhia de Pesquisa de Recursos Minerais (CPRM), desde 1941 o maior acumulado de chuva registrado em 24 horas em Campanário foi de 129,1 mm no dia 10 de dezembro de 2006. Outros grandes acumulados foram de 126 mm em 27 de janeiro de 2013, 125,2 mm em 16 de março de 1979 e 121,2 mm em 21 de janeiro de 2009.

## Turismo
O município integra o Circuito Turístico das Pedras Preciosas. e nele está localizada a Pedra do Moleque.